# 歡歡 (漫畫)
歡歡（英語：Jubilee），是漫威漫画著名連載系列《X戰警》出版物中的女超級英雄，由克里斯·克萊蒙特與馬克·希爾維斯特里創造。

## 角色生平
李千歡是一位時髦活潑的華裔少女，出生於美國加利福尼亞州洛杉磯的比佛利山。曾就讀於麻省理工學院，在1990年代非常活耀，在當時是一位很受歡迎的X戰警成員，她與金鋼狼的關係很親近，有著如一對父女般的感情。在House of M事件中因為緋紅女巫而失去超能力，被吸血鬼咬傷後變成吸血鬼。現在收養了一位小孩並成為其養母。

## 其他媒體

### 電影
- X戰警電影系列
  - 《X戰警：天啟》（2016年），由拉娜·康多飾演。

### 影集
- 《X戰警》（1992~1997年）動畫中，由 埃利森·庫爾特配音。
- 《X戰警 '97》（2024年）前者動畫續作，由 Holly Chou 配音。

### 遊戲
- 《漫威：未來之戰》：手機遊戲，歡歡是玩家可使用角色之一。
- 《漫威超級戰爭》